# Clare Grey
Clare Philomena Grey (17 de março de 1965) é uma química inglesa, Geoffrey Moorhouse Gibson Professor no Departamento de Química da Universidade de Cambridge e fellow do Pembroke College (Cambridge). Grey usa espectroscopia NMR para estudar e otimizar baterias.

## Formação
Gray recebeu o diploma de Bacharel em Artes em 1987, seguido do grau de Doutor em Filosofia em química em 1991, ambos pela Universidade de Oxford. Sua tese de doutorado, sob a orientação de Anthony Cheetham, usou espectroscopia de ressonância magnética nuclear (NMR) e magic angle spinning (MAS) para estudar pirocloros de terras raras.

## Carreira e pesquisa
Seguindo os estudos de pós-graduação fez um pós-doutorado na Universidade de Nijmegen. De 1992 a 1993 trabalhou como pesquisadora visitante na DuPont. Em 1994 foi nomeada professora na Universidade Stony Brook, e tornou-se professora titular em 2001. Em 2009 foi Geoffrey Moorhouse Gibson Professor em química de materiais na Universidade de Cambridge.
De 2009 a 2010 foi Diretora do Centro de Armazenamento de Energia Química do Nordeste, e Diretora Associada de 2011 a 2014. É atualmente a diretora do EPSRC Centre for Advanced Materials for Integrated Systems.

### Pesquisa sobre baterias
Gray foi pioneira na aplicação da ressonância magnética nuclear para estudar e melhorar o desempenho de baterias, especialmente as baterias de íon de lítio. Também fez grandes contribuições para o desenvolvimento de baterias de lítio-ar.
Gray é cofundador e CEO da Nyobolt, uma empresa especializada em baterias à base de nióbio.

### Prêmios e honrarias
Gray foi eleita Membro da Royal Society (FRS) em 2011 e recebeu o Prêmio Günther Laukien de 2013, seguido pela Medalha Davy de 2014, por "novas aplicações pioneiras da ressonância magnética nuclear de estado sólido para materiais de relevância à energia e ao meio ambiente".
Outros prêmios, homenagens e destaques de carreira incluem:
- 2008 Vaughan Lecturer[9]
- 2010 John Jeyes Award da Royal Society of Chemistry[10]
- 2011 Medalha Kavli[11]
- 2013 Prêmio Günther Laukien[8]
- 2015 Arfvedson-Schlenk Award,[12] por notáveis realizações científicas e técnicas em química de lítio
- 2017 Prix Franco-Britannique da Société Chimique de France[13]
- 2018 Entrevistada por Jim Al-Khalili para The Life Scientific na BBC Radio 4 transmitido pela primeira vez em março de 2018[14]
- 2019 John B. Goodenough Award da Royal Society of Chemistry[4]
- 2020 Medalha Hughes da Royal Society[15]
- 2021 Prêmio Körber de Ciência Europeia[16]